# 签名日章旗

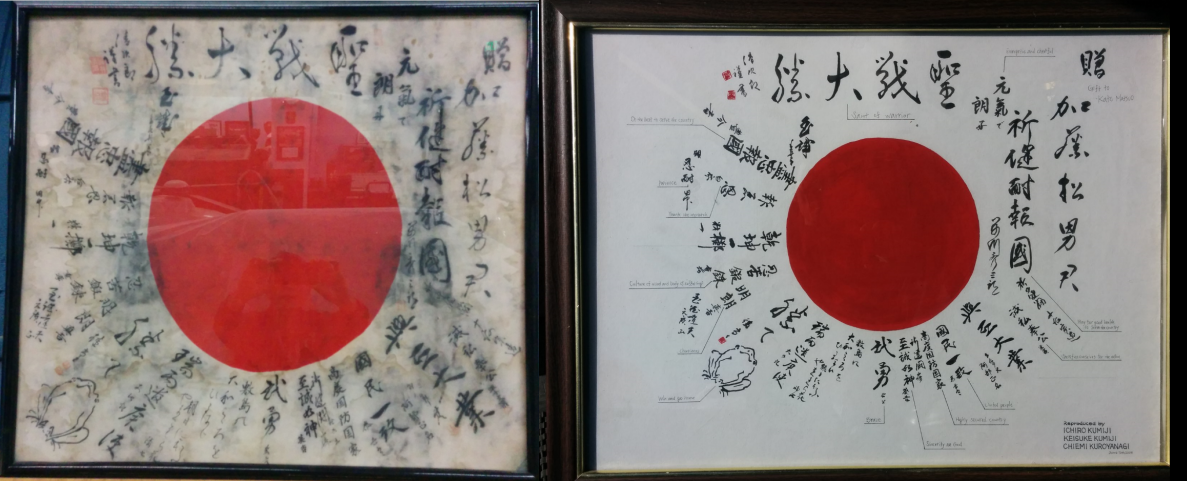
签名日章旗

签名日章旗（日语：／ Yosegaki-hinomaru）是送给大日本帝国军事战役期间， 特别是第二次世界大战期间部署的日本军人的传统礼物。 一般来说， 这是一面由亲朋好友签名的旗帜， 上面往往写着祝愿士兵胜利、平安、好运的短文, 作为士兵们的 "护身符"。当年日本陸軍和日本海軍军在异乡战败,日本国旗成了从战场上带回家最方便的战利品。如今， 签名日章旗被用于慈善和体育赛事等场合。

## 類似項目
千人针　一千名妇女在一块布上缝一针红线，做成一千颗缝纫球，送给士兵们，祈求他们平安。 它大约始于甲午战争和日俄战争时期，最早是由1000名虎年出生的妇女根据 "虎行千里，归来千里 "的传说制作而成。